# Katrien Houtmeyers
Katrien Houtmeyers (Leuven, 22 januari 1981) is een Belgische politica actief binnen de Vlaams-nationalistische N-VA.

## Levensloop
Houtmeyers studeerde in 2003 af aan de KU Leuven als master in de arbeidspsychologie. Ze werd medeoprichtster van Primetime Communication Group, een communicatiebedrijf en is mede-eigenaar van meubelwinkel Home & Garden.
Bij de gemeenteraadsverkiezingen van oktober 2018 werd ze verkozen tot gemeenteraadslid en OCMW-raadslid in haar toenmalige woonplaats Leuven. In de gemeenteraad was ze effectief lid van de commissies Veiligheid, Communicatie en Algemene Coördinatie, Onderwijs, Economie, Diversiteit, Groen en Stadsgebouwen, Sport, Middenstand en Werk, de Bijzondere Evaluatiecommissie en de Algemene Verenigde Commissies. In juni 2023 nam ze ontslag als gemeenteraadslid om naar Tielt-Winge te verhuizen.
Houtmeyers werd bij de verkiezingen van 26 mei 2019 voor de N-VA verkozen tot lid van de Kamer van volksvertegenwoordigers voor de Kieskring Vlaams-Brabant, waar ze bleef zetelen tot in juni 2024. Ze zetelde er als effectief lid in de Commissie voor Economie, Consumentenbescherming en Digitale Agenda en als plaatsvervangend lid in de Commissie voor Buitenlandse Betrekkingen.
Bij de Vlaamse verkiezingen van 9 juni 2024 werd ze voor N-VA verkozen tot volksvertegenwoordiger in het Vlaams Parlement voor de kieskring Vlaams-Brabant. Ze werd vast lid in de commissie van Economie, Werk, Sociale Economie, Innovatie en Wetenschapsbeleid. Daarnaast ging ze een plaatsvervangende rol vervullen in de commissies voor Brussel, de Vlaamse Rand en Dierenwelzijn, Buitenlands Beleid, Europese Aangelegenheden en Internationale Samenwerking en Cultuur, Jeugd, Sport en Media. In die laatste commissie legde ze zich toe op het mediabeleid, meer bepaald op de domeinen ‘regionale radio- en televisiezenders’ en ‘commerciële communicatie’. 
Bij de lokale verkiezingen van 13 oktober 2024 trok Houtmeyers de N-VA-lijst in haar gemeente Tielt-Winge. Ze behaalde met 991 voorkeurstemmen de hoogste persoonlijke score, maar haar partij strandde met amper 47 stemmen verschil op de tweede plaats. Toch wist de liberale lijst WIJ, de winnaar van de verkiezingen, haar initiatiefrecht niet te verzilveren, zodat N-VA een coalitie kon vormen met het kartel cd&v+Groen en Vooruit en Houtmeyers op 2 januari 2025 burgemeester van Tielt-Winge kon worden.

## Privé
Houtmeyers is getrouwd. Ze heeft een zoon, dochter en twee pluszonen.  